# Championnat d'Europe féminin de volley-ball des moins de 18 ans 2003
Navigation
Liberec 2001 Tallinn 2005
Le 5e championnat d'Europe de volley-ball féminin des moins de 18 ans s'est déroulé du 22 au 27 avril 2003 à Zagreb (Croatie).

## Composition des groupes
| Poule 1                                                     | Poule 2                                                                  |
| ----------------------------------------------------------- | ------------------------------------------------------------------------ |
| Site : Zagreb,Dom Odbojke Biélorussie Hongrie Italie Russie | Site : Zagreb,Dom Odbojke Allemagne Croatie Pologne Serbie-et-Monténégro |

## Tour préliminaire

### Poule 1
| No | Équipe      | Points | Matches | Matches | Matches | Sets | Sets   | Sets  | Points | Points | Points |
| No | Équipe      | Points | joués   | gagnés  | perdus  | pour | contre | Ratio | pour   | contre | Ratio  |
| -- | ----------- | ------ | ------- | ------- | ------- | ---- | ------ | ----- | ------ | ------ | ------ |
| 1  | Italie      | 6      | 3       | 3       | 0       | 9    | 3      | 3.000 | 269    | 237    | 1.135  |
| 2  | Russie      | 5      | 3       | 2       | 1       | 8    | 3      | 2.667 | 248    | 184    | 1.348  |
| 3  | Biélorussie | 4      | 3       | 1       | 2       | 4    | 7      | 0.571 | 223    | 248    | 0.899  |
| 4  | Hongrie     | 3      | 3       | 0       | 3       | 1    | 9      | 0.111 | 179    | 250    | 0.716  |

### Poule 2
| No | Équipe               | Points | Matches | Matches | Matches | Sets | Sets   | Sets  | Points | Points | Points |
| No | Équipe               | Points | joués   | gagnés  | perdus  | pour | contre | Ratio | pour   | contre | Ratio  |
| -- | -------------------- | ------ | ------- | ------- | ------- | ---- | ------ | ----- | ------ | ------ | ------ |
| 1  | Croatie              | 6      | 3       | 3       | 0       | 9    | 0      | MAX   | 225    | 136    | 1.654  |
| 2  | Serbie-et-Monténégro | 5      | 3       | 2       | 1       | 6    | 3      | 2.000 | 197    | 186    | 1.059  |
| 3  | Allemagne            | 4      | 3       | 1       | 2       | 3    | 8      | 0.375 | 204    | 241    | 0.846  |
| 4  | Pologne              | 3      | 3       | 0       | 3       | 2    | 9      | 0.222 | 190    | 253    | 0.751  |

## Phase finale

### Classement 5-8
|  | Tour de classement                         | Tour de classement                         |          |   | 5e place                             | 5e place                             |
|  | Tour de classement                         | Tour de classement                         |          |   | 5e place                             | 5e place                             |
|  |                                            |                                            |          |   |                                      |                                      |
|  | Zagreb, 26-04-03 (26:28 25:22 26:28 15:25) | Zagreb, 26-04-03 (26:28 25:22 26:28 15:25) |          |   | Zagreb, 27-04-03 (20:25 22:25 20:25) | Zagreb, 27-04-03 (20:25 22:25 20:25) |
|  | Zagreb, 26-04-03 (26:28 25:22 26:28 15:25) | Zagreb, 26-04-03 (26:28 25:22 26:28 15:25) |          |   | Zagreb, 27-04-03 (20:25 22:25 20:25) | Zagreb, 27-04-03 (20:25 22:25 20:25) |
|  | Biélorussie                                | 1                                          |          |   | Zagreb, 27-04-03 (20:25 22:25 20:25) | Zagreb, 27-04-03 (20:25 22:25 20:25) |
|  | Biélorussie                                | 1                                          |          |   | Zagreb, 27-04-03 (20:25 22:25 20:25) | Zagreb, 27-04-03 (20:25 22:25 20:25) |
|  | Pologne                                    | 3                                          |          |   | Zagreb, 27-04-03 (20:25 22:25 20:25) | Zagreb, 27-04-03 (20:25 22:25 20:25) |
|  | Pologne                                    | 3                                          | Pologne  | 0 |                                      |                                      |
|  | Zagreb, 26-04-03 (22:25 24:26 15:25)       |                                            | Pologne  | 0 |                                      |                                      |
|  |                                            | Allemagne                                  | 3        |   |                                      |                                      |
|  | Hongrie                                    | Allemagne                                  | 3        | 0 |                                      |                                      |
|  | Hongrie                                    |                                            |          | 0 |                                      |                                      |
|  | Allemagne                                  | 3                                          |          |   |                                      |                                      |
|  | Allemagne                                  | 3                                          | 7e place |   |                                      |                                      |
|  |                                            |                                            |          |   |                                      |                                      |
|  | Zagreb, 27-04-03 (25:19 23:25 23:25 19:25) |                                            |          |   |                                      |                                      |
|  |                                            |                                            |          |   |                                      |                                      |
|  | Biélorussie                                | 1                                          |          |   |                                      |                                      |
|  | Biélorussie                                | 1                                          |          |   |                                      |                                      |
|  | Hongrie                                    | 3                                          |          |   |                                      |                                      |
|  | Hongrie                                    | 3                                          |          |   |                                      |                                      |

### Classement 1-4
|  | Demi-finales                               | Demi-finales                         |                        |   | Finale                               | Finale                               |
|  | Demi-finales                               | Demi-finales                         |                        |   | Finale                               | Finale                               |
|  |                                            |                                      |                        |   |                                      |                                      |
|  | Zagreb, 26-04-03 (25:20 25:22 30:28)       | Zagreb, 26-04-03 (25:20 25:22 30:28) |                        |   | Zagreb, 27-04-03 (13:25 14:25 18:25) | Zagreb, 27-04-03 (13:25 14:25 18:25) |
|  | Zagreb, 26-04-03 (25:20 25:22 30:28)       | Zagreb, 26-04-03 (25:20 25:22 30:28) |                        |   | Zagreb, 27-04-03 (13:25 14:25 18:25) | Zagreb, 27-04-03 (13:25 14:25 18:25) |
|  | Italie                                     | 3                                    |                        |   | Zagreb, 27-04-03 (13:25 14:25 18:25) | Zagreb, 27-04-03 (13:25 14:25 18:25) |
|  | Italie                                     | 3                                    |                        |   | Zagreb, 27-04-03 (13:25 14:25 18:25) | Zagreb, 27-04-03 (13:25 14:25 18:25) |
|  | Serbie-et-Monténégro                       | 0                                    |                        |   | Zagreb, 27-04-03 (13:25 14:25 18:25) | Zagreb, 27-04-03 (13:25 14:25 18:25) |
|  | Serbie-et-Monténégro                       | 0                                    | Italie                 | 0 |                                      |                                      |
|  | Zagreb, 26-04-03 (20:25 25:18 20:25 26:28) |                                      | Italie                 | 0 |                                      |                                      |
|  |                                            | Croatie                              | 3                      |   |                                      |                                      |
|  | Russie                                     | Croatie                              | 3                      | 1 |                                      |                                      |
|  | Russie                                     |                                      |                        | 1 |                                      |                                      |
|  | Croatie                                    | 3                                    |                        |   |                                      |                                      |
|  | Croatie                                    | 3                                    | Match pour la 3e place |   |                                      |                                      |
|  |                                            |                                      |                        |   |                                      |                                      |
|  | Zagreb, 27-04-03 (25:27 25:21 25:17 25:19) |                                      |                        |   |                                      |                                      |
|  |                                            |                                      |                        |   |                                      |                                      |
|  | Serbie-et-Monténégro                       | 3                                    |                        |   |                                      |                                      |
|  | Serbie-et-Monténégro                       | 3                                    |                        |   |                                      |                                      |
|  | Russie                                     | 1                                    |                        |   |                                      |                                      |
|  | Russie                                     | 1                                    |                        |   |                                      |                                      |

## Récompenses individuelles
- MVP: Senna Usić
- Meilleure attaquante : Veronica Angeloni
- Meilleure contreuse : Ilaria Garzaro
- Meilleure serveuse : Mirjana Djurić
- Meilleure réceptionneuse : Senna Usić
- Meilleure passeuse : Diana Rescić
- Meilleure libero : Iekaterina Kabechova

## Classement final
| Place              | Équipe               |
| ------------------ | -------------------- |
| Médaille d'or      | Croatie              |
| Médaille d'argent  | Italie               |
| Médaille de bronze | Serbie-et-Monténégro |
| 4                  | Russie               |
| 5                  | Allemagne            |
| 6                  | Pologne              |
| 7                  | Hongrie              |
| 8                  | Biélorussie          |